# Gardena (Dakota del Nord)
Gardena és una població dels Estats Units a l'estat de Dakota del Nord. Segons el cens del 2000 tenia 38 habitants.

## Demografia
Segons el cens del 2000, Gardena tenia 38 habitants, 13 habitatges, i 7 famílies. La densitat de població era de 44,5 hab./km².
Dels 13 habitatges en un 30,8% hi vivien nens de menys de 18 anys, en un 61,5% hi vivien parelles casades, en un 0% dones solteres, i en un 38,5% no eren unitats familiars. En el 30,8% dels habitatges hi vivien persones soles el 15,4% de les quals corresponia a persones de 65 anys o més que vivien soles. El nombre mitjà de persones vivint en cada habitatge era de 2,92 i el nombre mitjà de persones que vivien en cada família era de 4.
Per edats la població es repartia de la següent manera: un 36,8% tenia menys de 18 anys, un 18,4% entre 18 i 24, un 13,2% entre 25 i 44, un 26,3% de 45 a 60 i un 5,3% 65 anys o més.
L'edat mediana era de 22 anys. Per cada 100 dones de 18 o més anys hi havia 71,4 homes.
La renda mediana per habitatge era de 26.250 $ i la renda mediana per família de 31.250 $. Els homes tenien una renda mediana de 30.625 $ mentre que les dones 3.750 $. La renda per capita de la població era de 8.443 $. Cap de les famílies estaven per davall del llindar de pobresa.

## Poblacions més properes
El següent diagrama mostra les poblacions més properes.